# Bosc Nacional Angeles

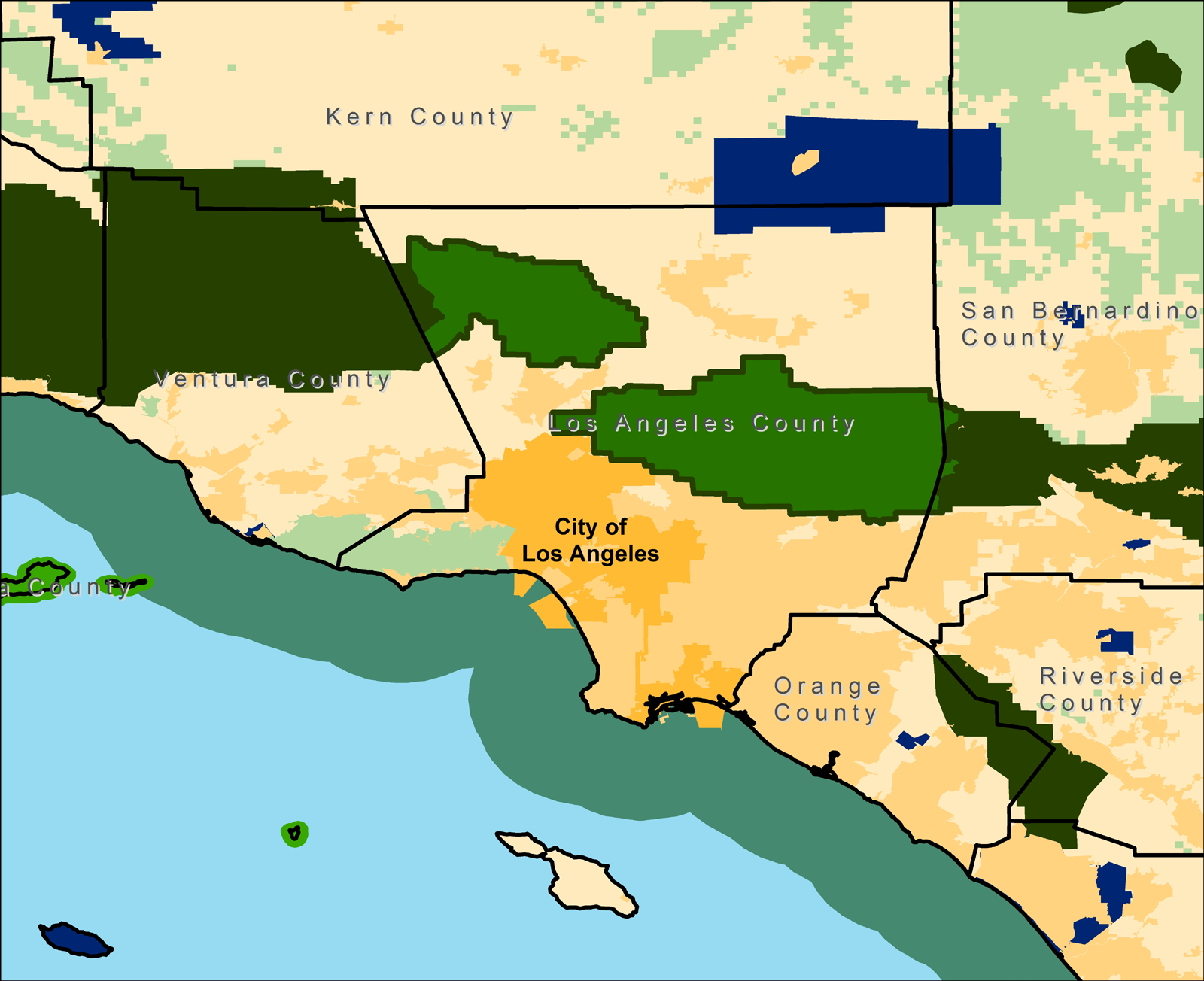
El Bosc Nacional Angeles es veu delineat aquí a les dues zones del color verd clar prop de Los Angeles

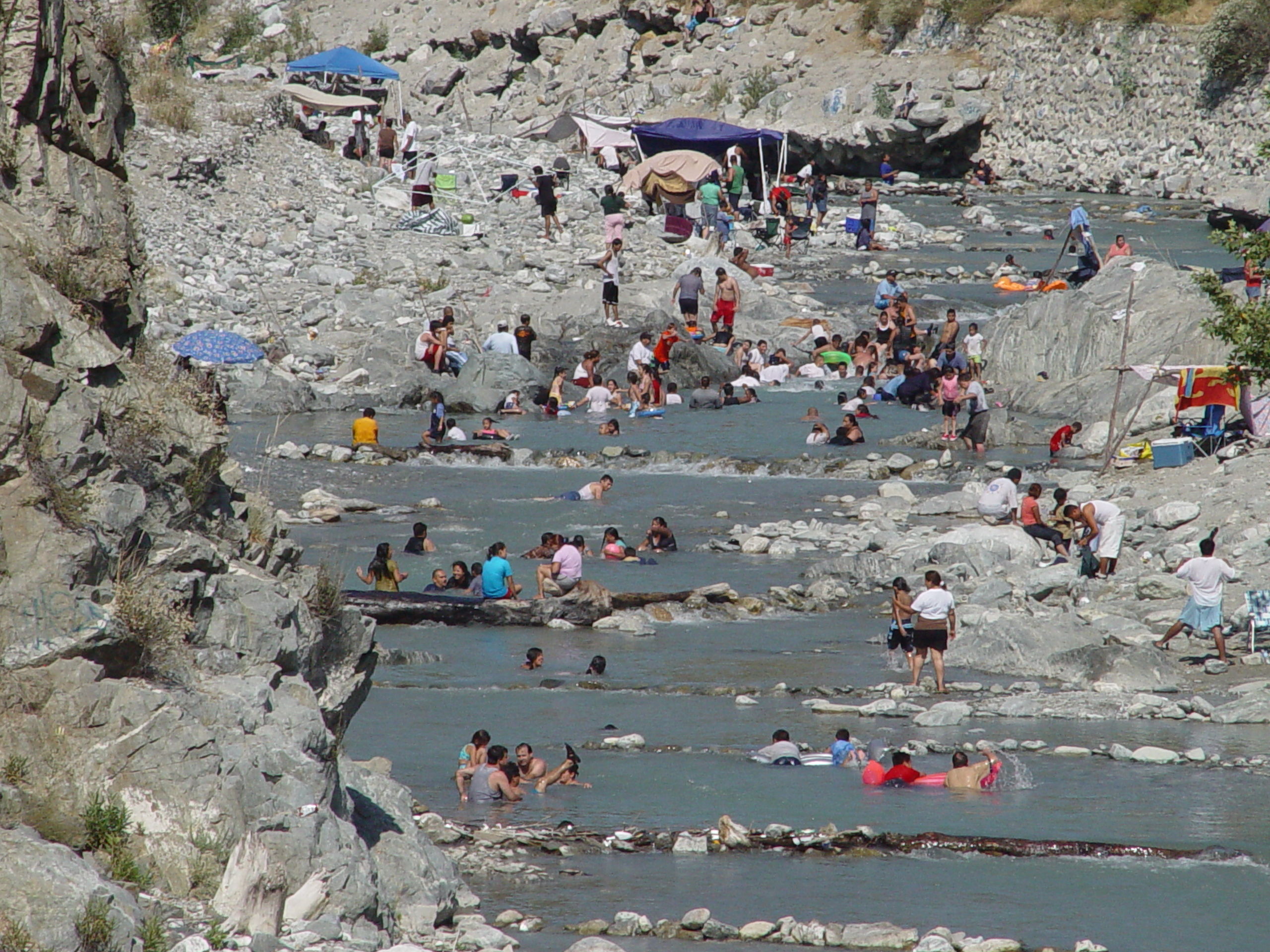
El riu San Gabriel és un dels llocs més visitats de tot el Sistema de Boscos Nacionals

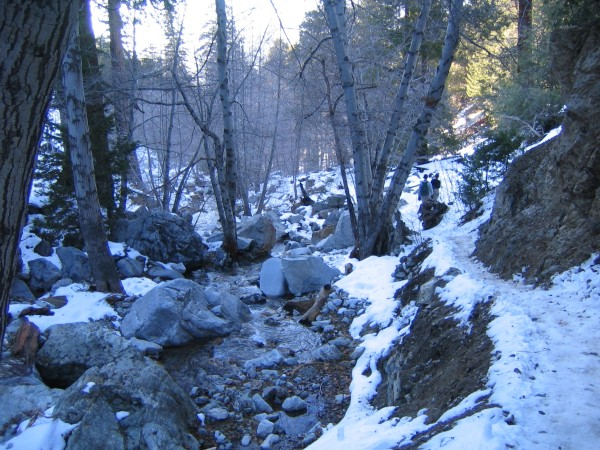
El sender Icehouse Canyon

El Bosc Nacional Angeles (Angeles National Forest), gestionat per Servei Forestal dels Estats Units, es troba a les Muntanyes de San Gabriel al Sud de Califòrnia (Estats Units d'Amèrica). La gran majoria del bosc se situa al comtat de Los Angeles. Va ser establert l'1 de juliol de 1908. Té una superfície de més de 2.600 quilòmetres quadrats i es localitza just al nord de l'àrea metropolitana de Los Angeles, una zona urbana densament poblada.
El Bosc Nacional Angeles conserva i protegeix els hàbitats, la flora, la fauna, els ecosistemes i les conques de drenatge (en part per evitar problemes amb les inundacions) dins dels seus límits. Les elevacions del bosc varien entre els 370 i els 3.060 metres. El sender Pacific Crest travessa el seu territori.

## Història natural
Una gran part del bosc nacional està cobert per vegetació densa de chaparral californià. Hi ha boscos de pins i avets a les altituds més elevades.
Tres espècies per les quals el bosc és important inclouen el pi d'Oregon (Pseudotsuga macrocarpa), el pi de Coulter (Pinus coulteri) i el noguer de Califòrnia (Juglans californica). També conté coníferes com el pi de Jeffrey (Pinus jeffreyi), el pi d'Oregon costaner (Pseudostuga menziesii var. menziesii), el pi ponderosa (Pinus ponderosa), l'avet de Colorado (Abies concolor) i el pi lodgepole (Pinus contorta).

## Història administrativa
La Reserva Forestal San Gabriel (San Gabriel Forest Reserve) es va establir l'any 1892, la Reserva Forestal San Bernardino (San Bernardino Forest Reserve) el 1893 i la Reserva Forestal Santa Barbara (Santa Barbara Forest Reserve) el 1903. Van esdevenir boscos nacionals el 4 de març de 1907, i es van combinar l'1 de juliol de 1908, component el Bosc Nacional Angeles i el Bosc Nacional Cleveland.
El 2014, el president Barack Obama va proclamar el Monument Nacional de les Muntanyes de San Gabriel (San Gabriel Mountains National Monument) sota la llei d'Antiguitats. El monument se situa majoritàriament al Bosc Nacional Angeles, amb una petita secció al Bosc Nacional San Bernardino. El monument cobreix aproximadament 1.400,9 quilòmetres quadrats.
El Bosc Nacional Angeles està registrat com un monument històric de Califòrnia (California Historical Landmark) pel fet de ser el primer bosc nacional dins l'estat de Califòrnia.

## Àrees salvatges
El bosc conté cinc àrees salvatges, dues de les quals es troben parcialment al Bosc Nacional San Bernardino:
- Cucamonga (majoritàriament al Bosc Nacional San Bernardino)
- Magic Mountain
- Pleasant View Ridge
- San Gabriel
- Sheep Mountain (parcialment al Bosc Nacional San Bernardino)